# Bogaertsmolen
De Bogaertsmolen is een windmolenrestant in de tot de West-Vlaamse gemeente Ichtegem behorende plaats Eernegem, gelegen aan Aartrijkestraat 140.
Deze ronde stenen molen van het type stellingmolen fungeerde als korenmolen en aanvankelijk ook als oliemolen.

## Geschiedenis
De molen werd gebouwd in 1857 en diende toen zowel als koren- en oliemolen. Door oprukkende bebouwing verminderde de windvang van de molen. In 1937 werden de roeden verdekkerd. Ook een oliemotor was reeds aanwezig in de maalderij. In 1944 brak één der roeden, en met de andere werd nog gemalen. In 1949 brak een wiek ten gevolge van een storm. Aldus verdween het gevlucht en bleef men als motormaalderij in bedrijf. In 1993 werd ook dit bedrijf stopgezet.
In 1977 werd de bovenas verwijderd. Uiteindelijk bleef een molenromp over die aan de bovenzijde werd afgedekt.

## Gebouw
De molen heeft zes verdiepingen:
- Gelijkvloers (voormalige olieslagerij, later mototmaalderij)
- Tussenzolder
- Meelzolder
- Steenzolder
- Luizolder
- Kapzolder

Bij de molen is ook de oorspronkelijke molenaarswoning nog aanwezig.
- Inventaris van het Bouwkundig Erfgoed (Vlaanderen): 210640